# (11980) Ellis
(11980) Ellis est un astéroïde de la ceinture principale.

## Description
(11980) Ellis est un astéroïde de la ceinture principale. Il fut découvert le 17 septembre 1995 à Kitt Peak par le projet Spacewatch. Il présente une orbite caractérisée par un demi-grand axe de 2,46 UA, une excentricité de 0,11 et une inclinaison de 6,4° par rapport à l'écliptique.